# MSC Maya
MSC Maya è una delle navi portacontainer più grandi del mondo. Costruita nel 2015 la nave mercantile ha una capacità di 19 224 TEU. 
MSC Maya è stata costruita nel 2015 a Daewoo Shipbuilding Marine Engineering con il numero di costruzione 4280. La nave portacontainer ha una lunghezza complessiva di 395 metri, una larghezza di 59 metri e un pescaggio di 16 metri.  
Il motore principale a bordo di MSC Maya è un diesel a 2 tempi da 11 cilindri MAN B&W 11S90ME-C10 che ha una potenza totale di 67,1 MW (90 000 hp). La nave è propulsa da un'elica a pentapale a passo fisso con un diametro di 10,5 metri. Inoltre, per facilitare le manovre in porto, la portacontainer è dotata di due eliche di manovra prodiere. Tutti questi sistemi di propulsione consentono alla nave mercantile di operare con una velocità di servizio di 22,8 nodi (42 km/h). 
MSC Maya è stata battezzata nel porto di Anversa il 26 settembre 2016.
MSC Maya opera sotto la bandiera panamamense con il numero IMO 9708679 e il segnale di chiamata 3EZI. La nave opera sul servizio Estremo-Europa di MSC nell'ambito della 2M Alliance. MSC Maya è conosciuta come la più grande nave portacontainer che abbia mai visitato la Polonia.

## Navi gemelle
- MSC Zoe
- MSC Oliver
- MSC Oscar
- MSC Sveva